# Odznaka honorowa „Zasłużony dla repatriacji”
Odznaka honorowa „Zasłużony dla repatriacji” – polskie odznaczenie resortowe, ustanowione ustawą z dnia 7 kwietnia 2017.
Akt wykonawczy (rozporządzenie Prezesa Rady Ministrów) wprowadzający wzór odznaki i sposób jej noszenia ustanowiono 3 grudnia 2021.

## Zasady nadawania
Odznaka może być nadawana osobom fizycznym, w uznaniu ich zasług w związku z prowadzeniem działalności na rzecz repatriantów.
Odznakę przyznaje Prezes Rady Ministrów z własnej inicjatywy albo na wniosek Pełnomocnika lub organu statutowego organizacji społecznej lub instytucji działającej na rzecz repatriantów.

## Insygnia
Odznakę stanowi okrągły medal o średnicy 36 mm, wybity w metalu, srebrzony i oksydowany, z wrzecionowatym uszkiem i kółkiem do zawieszenia. Na stronie licowej widnieje wizerunek dwóch par dłoni w geście serdecznego powitania. W górnym łuku znajduje się wypukły napis majuskułowy: ZASŁUŻONY, w dolnym: DLA REPATRIACJI, z jedną z dłoni w jego przerwie. Na stronie odwrotnej płaszczyzna medalu po prawej stronie dwukrotnie obniżona kształtem wycinka koła symbolizuje dążenie do całości. W centralnej części widnieją inicjały Rzeczypospolitej Polskiej – litery RP, nad którymi są umiejscowione trzy wklęsłe sylwetki lecących bocianów. W dolnym łuku z lewej strony znajduje się napis majuskułowy, wypukły: DO KRAJU TEGO ….
Odznaka jest zawieszona na wstążce z rypsu o szerokości 36 mm, w barwach białej i amarantowej równej szerokości, ze skrajnie położonymi prążkami szerokości 3 mm, umieszczonymi w odwrotnej kolejności kolorów – amarantowym i białym.
Odznakę nosi się na lewej stronie piersi, po orderach i odznaczeniach.